# Myrceugenia camargoana
Myrceugenia camargoana är en myrtenväxtart som beskrevs av Joáo Rodrigues de Mattos. Myrceugenia camargoana ingår i släktet Myrceugenia och familjen myrtenväxter. Inga underarter finns listade i Catalogue of Life.